# Dactylodenia tourensis
Dactylodenia tourensis är en orkidéart som först beskrevs av Masters John Godfery, och fick sitt nu gällande namn av Ined.. Dactylodenia tourensis ingår i släktet Dactylodenia, och familjen orkidéer. Inga underarter finns listade i Catalogue of Life.